# ۷۹۷ (میلادی)
۷۹۷ (میلادی) هفتصد و نود و هفتمین سال تقویم میلادی است.

## درگذشتگان
‎